# Tate Taylor
Tate Taylor (Jackson, Mississippi, 1969. június 3. –) amerikai filmrendező, színész.
Gyakran dolgozik együtt barátaival, Allison Janneyvel és Octavia Spencerrel. Ő rendezte A segítség (2011), a Get on Up – A James Brown sztori (2014) és A lány a vonaton (2016) című filmeket.

## Élete és pályafutása
1969. június 3-án született a Mississippi állambeli Jacksonban, és itt is nőtt fel. Első nagyjátékfilmes rendezése a 2008-as Csúnyán szép az élet volt.
Nyíltan homoszexuális, párja John Norris producer. A Mississippi állambeli Church Hill-ben él.

## Filmográfia

### Film
| Év   | Magyar cím                       | Eredeti cím                  | Rendező | Producer | Író  |
| ---- | -------------------------------- | ---------------------------- | ------- | -------- | ---- |
| 2003 |                                  | Chicken Party (rövidfilm)    | Igen    | Igen     | Igen |
| 2008 | Csúnyán szép az élet             | Pretty Ugly People           | Igen    | Igen     | Igen |
| 2011 | A segítség                       | The Help                     | Igen    | Vezető   | Igen |
| 2014 | Get on Up – A James Brown sztori | Get On Up                    | Igen    | Igen     | Nem  |
| 2016 | A lány a vonaton                 | The Girl on the Train        | Igen    | Nem      | Nem  |
| 2019 | Mami                             | Ma                           | Igen    | Igen     | Igen |
| 2020 | Ava                              | Ava                          | Igen    | Nem      | Nem  |
| 2021 |                                  | Breaking News in Yuba County | Igen    | Igen     | Nem  |

### Televízió
| Év   | Magyar cím         | Eredeti cím       | Rendező | Vezető Producer | Író  | Megjegyzés      |
| ---- | ------------------ | ----------------- | ------- | --------------- | ---- | --------------- |
| 2015 | Grace és Frankie   | Grace and Frankie | Igen    | Igen            | Nem  | Epizód: "Pilot" |
| 2020 | Piszkosul gazdagok | Filthy Rich       | Igen    | Igen            | Igen | Fejlesztő       |

### Színészi szerepek
| Év   | Magyar cím                                 | Eredeti cím                            | Szerep               | Megjegyzések                |
| ---- | ------------------------------------------ | -------------------------------------- | -------------------- | --------------------------- |
| 1997 | Romy és Michele – Szőkébe nem üt a mennykő | Romy and Michele's High School Reunion | Casey Deegan         |                             |
| 1999 | Bűbájos boszorkák                          | Charmed                                | Pályázó #3           | Epizód: "The Painted World" |
| 2001 | A majmok bolygója                          | Planet of the Apes                     | Barát Leo partiján   |                             |
| 2001 | Sírhant művek                              | Six Feet Under                         | Álláskereső #1       | Epizód: "The New Person"    |
| 2002 | Én, a kém                                  | I Spy                                  | Percy hadnagy        |                             |
| 2002 |                                            | The Drew Carey Show                    | Jim                  | Epizód: "The Dawn Patrol"   |
| 2003 |                                            | A.U.S.A.                               | Gung-Ho A.U.S.A.     | Epizód: "Pilot"             |
| 2003 |                                            | Chicken Party                          | Luke Smith           |                             |
| 2004 | Szakítani tudni kell                       | Breakin' All the Rules                 | Kísérő               |                             |
| 2005 | A fiúk a klubból                           | Queer as Folk                          | Calvin               | Epizód: We Will Survive!    |
| 2005 |                                            | Wannabe                                | Gunner Dillyn        |                             |
| 2008 | Csúnyán szép az élet                       | Pretty Ugly People                     | George barátja       |                             |
| 2008 |                                            | Sordid Lives: The Series               | Richie Miller        | 3 epizód                    |
| 2010 | Winter’s Bone – A hallgatás törvénye       | Winter's Bone                          | Mike Satterfield     |                             |
| 2019 | Mami                                       | Ma                                     | Grainger rendőrtiszt |                             |
| 2021 |                                            | Breaking News in Yuba County           | Vonzó vásárló        |                             |